# Tekken 8
Tekken 8 is een computerspel ontwikkeld en uitgegeven door Bandai Namco voor de PlayStation 5, Xbox Series en Windows. Het vechtspel is uitgekomen op 26 januari 2024 en is het achtste spel in de Tekken-serie.

## Plot
Zes maanden na de gebeurtenissen van het voorgaande spel bereiden vader Kazuya Mishima en zoon Jin Kazama zich voor op hun laatste confrontatie, om hiermee de chaos binnen de familie te stoppen, en waarbij het lot van de stad op het spel staat.

## Gameplay
Tekken 8 volgt hetzelfde formaat als eerdere Tekken-spellen, maar beloont spelers meer als zij in de aanval gaan, in plaats van verdedigend spelen. Hiervoor introduceert het spel "Heat", waarmee extra schade en moves beschikbaar komen.
Vechters kunnen ook lichte schade oplopen als ze zich beschermen tegen zware aanvallen of personages in Heat-modus. De levensbalk van spelers kan alleen worden hersteld als zij in de aanval gaan.
Het Rage-systeem uit Tekken 7 keert terug met enkele aanpassingen, het Screw-mechanisme is verwijderd en vervangen door Tornado. Ook zijn alle modellen en stemacteurs vernieuwd, zonder inhoud uit vorige spellen over te nemen.
Met 'Arcade Quest' kan de speler in een fictief universum de vechtstijlen oefenen. Het onderdeel bevat een verhaal met dialogen. Stap voor stap leert de speler alle combo's, en neemt het op tegen steeds sterkere tegenstanders.

## Personages
Het spel bevat 32 voormalige en nieuwe personages, elk met hun eigen achtergrondverhaal.
Nieuw
- Azucena Milagros Ortiz Castillo
- Jack-8
- Reina
- Victor Chevalier

Terugkerend
- Alisa Bosconovitch
- Asuka Kazama
- Azazel
- Bryan Fury
- Claudio Serafino
- Devil Jin
- Eddy Gordo (DLC)
- Feng Wei
- Hwoarang
- Jack-7
- Jin Kazama
- Jun Kazama
- Kazuya Mishima / Devil Kazuya
- King II
- Kuma II
- Lars Alexandersson
- Lee Chaolan
- Leo Kliesen
- Leroy Smith
- Lili De Rochefort
- Ling Xiaoyu
- Marshall Law
- Nina Williams
- Panda
- Paul Phoenix
- Raven
- Sergei Dragunov
- Shaheen
- Steve Fox
- Yoshimitsu
- Zafina

## Ontvangst
| Recensiescore       | Recensiescore                 |
| Recensieverzamelaar | Score                         |
| ------------------- | ----------------------------- |
| Metacritic          | 93% (PC) 90% (PS5) 87% (XSXS) |
| Publicist           | Score                         |
| Eurogamer           | 5/5                           |
| Game Informer       | 8,25                          |
| GameSpot            | 8                             |
| IGN                 | 9                             |
| Power Unlimited     | 9,3                           |

Tekken 8 ontving positieve recensies. Men prees het grafische gedeelte, de gameplay, besturing en de toegevoegde inhoud, die werd ontvangen als een grote stap voorwaarts. Lichte kritiek was er op specifieke modi en de algehele innovatie van het spel, die meer is gericht om huidige fans tevreden te stellen.
Op Metacritic, een recensieverzamelaar, heeft het spel een score van 93% (PC) en 90% (PS5). De Xbox Series-versie werd lager ontvangen met 87%.